# Moez Jalel
Moez Jalel (arab. معز جلال ;ur. 11 sierpnia 1990) – tunezyjski zapaśnik walczący w stylu klasycznym. Brązowy medalista mistrzostw Afryki w 2010 i 2019, a czwarty w 2016 roku.